# Eleição para governador de Montana em 2012

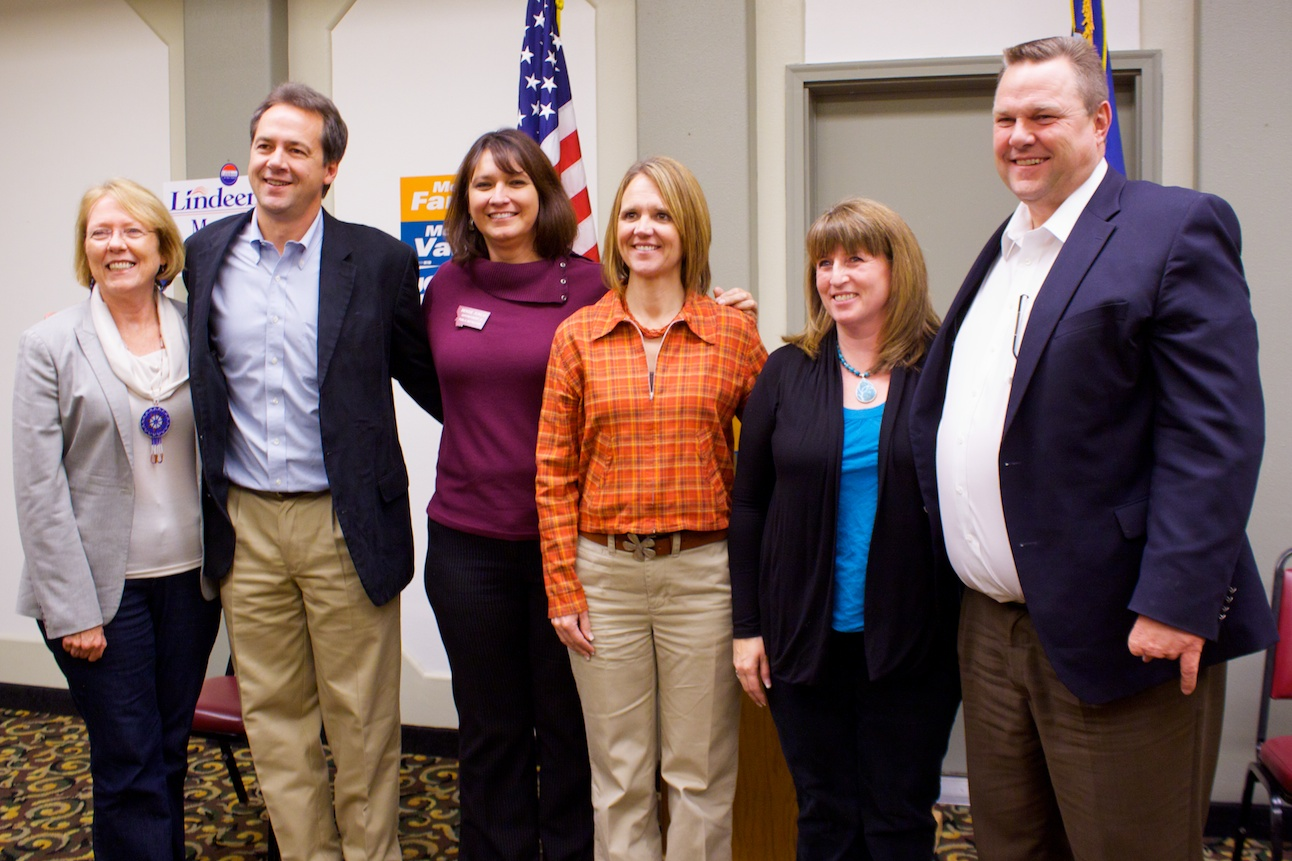

A eleição para governador do estado americano de Montana foi realizada em 6 de novembro de 2012 em simultâneo com as eleições para a câmara dos representantes, para o senado, para alguns governos estaduais e para o presidente da república. A constituição de Montana não permite um terceiro mandato e por isso o governador Brian Schweitzer era inelegível. A primária democrata escolheu o procurador geral do estado Steve Bullock com 86% dos votos, e a republicana escolheu o ex-representante Rick Hill com 34% dos votos. Bullock venceu a eleição com 49,06% dos votos.